# Боасет ет Гожак
Боасет ет Гожак (фр. Boisset-et-Gaujac) насеље је и општина у јужној Француској у региону Лангдок-Русијон, у департману Гар која припада префектури Алес.
По подацима из 2011. године у општини је живело 2.417 становника, а густина насељености је износила 169,73 становника/km². Општина се простире на површини од 14,24 km². Налази се на средњој надморској висини од 128 метара (максималној 420 m, а минималној 105 m).

## Демографија
| 1814. | 1855. | 1904. | 1951. | 1962. | 1968. | 1975. | 1982. | 1990. | 1999. | 2011. |
| ----- | ----- | ----- | ----- | ----- | ----- | ----- | ----- | ----- | ----- | ----- |
| 109   | 538   | 513   | 349   | 553   | 711   | 918   | 1.106 | 1.548 | 1.787 | 2.417 |

График промене броја становника у току последњих година